# Daniel C. Striepeke
Daniel Charles Striepeke (Sonoma megye, Kalifornia, 1930. október 8. – 2019. január 17.) amerikai sminkmester.

## Életútja
1956 és 2006 között több mint száz filmben működött közre. 1990 és 2006 között több alkalommal volt Tom Hanks sminkmestere. 1994-ben a Forrest Gump, 1998-ban a Ryan közlegény megmentése című filmekben végzett munkájáért Oscar-díjra jelölték.

## Fontosabb filmjei
- A hét mesterlövész (The Magnificent Seven) (1960)
- A bűvös kard (The Magic Sword) (1962)
- A majmok bolygója (Planet of the Apes) (1968)
- Butch Cassidy és a Sundance kölyök (Butch Cassidy and the Sundance Kid) (1969)
- Tora! Tora! Tora! (1970)
- A tábornok (Patton) (1970)
- A majmok bolygója 2. (Beneath the Planet of the Apes) (1970)
- A majmok bolygója 3. – A menekülés (Escape from the Planet of the Apes) (1971)
- A majmok bolygója 4. – A hódítás (Conquest of the Planet of the Apes) (1972)
- Sssssss (1973, forgatókönyvíró, producer is)
- A szarvasvadász (The Deer Hunter) (1978)
- Jazzénekes (The Jazz Singer) (1980)
- Annie (1982)
- Az Óriásláb és Hendersonék (Harry and the Hendersons) (1987)
- Marslakó a mostohám (My Stepmother Is an Alien) (1988)
- Ami sok, az sokk (The 'Burbs) (1989)
- Forrest Gump (1994)
- Apolló 13 (Apollo 13) (1995)
- Ryan közlegény megmentése (Saving Private Ryan) (1998)
- Halálsoron (The Green Mile) (1999)
- Számkivetett (Cast Away) (2000)
- A kárhozat útja (Road to Perdition) (2002)
- Terminál (The Terminal) (2004)

## Jelölései
- Oscar-díj a legjobb sminkért
  - Forrest Gump (1994, Hallie D'Amore-val és Judith A. Cory-val)
  - Ryan közlegény megmentése (Saving Private Ryan) (1998, Lois Burwell-lel és Conor O'Sullivannel)